# Jane Taylor
Jane Taylor (Londres, 23 de setembro de 1783 — 13 de abril de 1824) foi uma poeta e romancista inglesa e autora da canção de embalar "Twinkle, Twinkle, Little Star".
Apesar do poema ser conhecido mundialmente, a sua autoria é geralmente esquecida. Foi publicado primeiramente sob o título de "The Star" na coleção de poemas Rhymes for the Nursery de Jane e sua irmã mais velha Ann Taylor (que casou-se com Joseph Gilbert). As irmãs e a autoria das suas várias obras muitas vezes têm sido confundidas em parte, já que as suas primeiras obras eram publicadas em conjunto.
O filho de Ann Taylor, Josiah Gilbert, escreveu na sua biografia: "Dois poemas pequenos – 'Minha mãe' e 'Twinkle, twinkle, little Star' talvez sejam citados com mais frequência do que qualquer outro; o primeiro, um poema lírico da vida, foi escrito por Ann, o segundo, da natureza, por Jane; e assim ilustram esta diferença entre as irmãs."

## Biografia

### Primeiros anos
Nascida em Londres, Jane Taylor viveu com sua família em Lavenham, Suffolk. Entre os anos 1796 e 1810 viveu em Colchester. As irmãs Taylor faziam parte de uma extensa família literária. Seu pai Isaac Taylor, foi um gravador e posteriormente um ministro dissidente e sua mãe Ann Taylor (nascida Martin; 1757–1830) escreveu sete obras de conselhos morais e religiosos, sendo duas delas fictícias.

### Carreira literária
O poema Original Poems for Infant Minds by several young persons (escrito por Ann, Jane Taylor e outros) foi publicado pela primeira vez em dois volumes em 1804 e 1805. Rhymes for the Nursery foi publicado em 1806 e Hymns for Infant Minds em 1808. Em Original Poems for Infant Minds (1805) escrito principalmente por Ann, Jane Taylor e Adelaide O'Keeffe, foram indicadas as autoras de cada poema, o que não aconteceu em Rhymes for the Nursery (1806). A composição mais famosa dos poemas é "The Star", mais comummente conhecida na atualidade como "Twinkle, Twinkle, Little Star", que foi definida como uma melodia francesa.
Christina Duff Stewart identificou a autoria em Rhymes for the Nursery, com base numa cópia pertencente a Isaac Taylor, que indicou a respetiva autoria de Ann e Jane Taylor. O canónico Isaac era sobrinho de Taylor, filho do seu irmão Isaac Taylor da vila e paróquia civil Stanford Rivers. Christina também confirmou as atribuições de Original Poems, com base nos registos da editora.
O romance Display (1814) de Taylor, uma reminiscência de Maria Edgeworth ou até mesmo de Jane Austen, teve treze edições até 1832. Sua obra Essays in Rhyme foi publicada em 1816 e continha várias poesias significativas. Jane escreveu a obra fictícia Correspondence between a Mother and Her Daughter at School (1817) em conjunto com sua mãe. The Family Mansion. A Tale foi publicado em 1819 e Practical Hints to Young Females antes de 1822. Ao longo da sua vida, Jane escreveu vários ensaios, peças de teatro, histórias, poemas e cartas que nunca foram publicadas.

### Morte
Jane Taylor morreu de cancro da mama aos quarenta anos de idade, com sua mente "repleta de projetos não realizados".[carece de fontes?] Foi enterrada no adro da Igreja de Ongar.
Após a sua morte, seu irmão Isaac realizou uma coleção de várias das suas obras e incluiu uma biografia de Jane, publicando tudo sob o título de The Writings of Jane Taylor, In Five Volumes (1832).